# Альфонсо VII де Рибагорса
Альфонсо VII де Рибагорса или Альфонсо Фелипе де Гурреа-и-Арагон (исп. Alfonso VII de Ribagorza; 1487, Сарагоса — 1550) — арагонский дворянин, 3-й граф де Рибагорса (1512—1550), 2-й герцог де Луна (1528—1550).

## Биография
Родился в 1487 году в Сарагосе. Единственный выживший сын Хуана II (1547—1528), графа де Рибагорса (1477—1512), и его жены Марии Лопес де Гурреа Торрельяс, которую звали ла Рикахембра. Внук Альфонсо де Арагона, 1-го герцога де Вильяэрмоса (1417—1485).
В 1512 году он получил в Логроньо титул графа Рибагорса от своего отца Хуана. В 1528 году после смерти своего отца он унаследовал титул 2-го герцога де Луна. Его обычное место жительства было в Педроле.

## Браки и потомство
В 1503 году он женился на Изабель де Кардона-и-Энрикес (1480 — 6 июля 1512), дочери Хуана Рамона Фолька IV де Кардоны, 1-го герцога де Кардона, и его жены Альдонсы Энрикес, сводной сестры Хуаны Энрикес и сводной тети Фердинанда Католика. В результате этого брака родилось пять дочерей:
- Альдонса де Арагон-и-Кардона, в 1523 году вышла замуж за Гильена Рамона де Кастро Пиноса, 9-го виконта де Эбол
- Мария де Арагон-и-Кардона, замужем за Антонио Роже де Эрил-и-Оркау, бароном де Эрилом (+ 1564)
- Ана де Арагон-и-Кардона, замужем за Хуаном де Торрелласом де Гурреа-и-Бардахи.
- Изабель де Арагон-и-Кардона, замужем за Гонсало де Патерной-и-Коскон, сыном Гонсало де Патерной, сеньора замка Руэста, и его жены Марии Коскон; с потомством.
- Хуана де Арагон-и-Кардона, не замужем.

Он заключил второй брак с Изабель де Эспес и Фабра, дочерью Рамона де Эспеса и Изабель де Фабра, от которой у него не было потомства.
В 1514 году он женился в третий раз на Ане Сармьенто-и-Уллоа (+ 1576), дочери Диего Сармьенто-и-Виландрандо, 2-го графа Салинаса и 2-го графа Рибадео, и его жены Марии де Уллоа-и-Кастилья (правнучке Педро де Кастилья-и-Эрил, епископа Осмы и Паленсии), с которыми он имел:
- Мартин де Гурреа-и-Арагон (1526—1581), 4-й герцог Вильяэрмоса и граф де Рибагорса
- Адриана де Арагон-и-Сармьенто, не замужем
- Марина де Арагон-и-Сармьенто, не замужем
- Эсперанса де Арагон-и-Сармьенто, замужем за Хуаном Колома-и-Кардона, 1-м графом Эльды (1522—1586)
- Франсиска де Арагон-и-Сармьенто, замужем за Хуаном де Вальтерра, сеньором Монтанж.
- Ана де Арагон-и-Сармьенто, не замужем
- Каталина де Арагон-и-Сармьенто, не замужем
- Анхела де Арагон-и-Сармьенто, не замужем.